# Juan Suárez de Figueroa
Juan Suárez de Figueroa (~1490, Badajoz, España) fue un hidalgo extremeño que ejerció como gobernante de la isla Margarita durante la época colonial.

## Biografía
El apellido Suárez de Figueroa era muy común en la Baja Extremadura del Renacimiento, era el habitual que utilizaban los miembros del viejo Condado de Feria, situado en la provincia de Badajoz y convertido en Ducado durante el reinado de Felipe II. El Juan Suárez de Figueroa que aparece en esta biografía, nacía en el mismo Badajoz sobre 1490, y era hijo de Lorenzo Suárez de Figueroa y Catalina de Aguilar, pertenecientes a la nobleza extremeña. Otro hermano de Juan, llamado Gómez Suárez de Figueroa, intervino como maestre de campo en la conquista del Nuevo Reino de Granada (la actual Colombia)
Esta familia estaba emparentada con los miembros del condado de Feria, con la nobleza extremeña del Renacimiento y con la familia del capitán conquistador del Perú, Sebastián Garcilaso de la Vega, padre de El Inca Garcilaso de la Vega” a quien habían bautizado en el Cuzco como Gómez Suárez de Figueroa, y cuyo nombre conservó el cronista mestizo hasta que vino a España en 1563.

## Paraguachoa
La isla caribeña de “Paraguachoa”, a la que Cristóbal Colón diera el nombre de isla Margarita como lisonja a una de las princesas castellanas, era el asiento de las tribus “guaiqueríes” desde viejos tiempos hasta que en 1525 el licenciado Marcelo de Villalobos, abogado sevillano y oidor de la Real Audiencia de Santo Domingo, lograba la capitulación preceptiva, además de los títulos de Adelantado y gobernador, para regir, poblar y explotar aquella hermosa isla, apta para la cría de ganado y la siembra de variados productos.
Pero el oidor sevillano, después de conseguir el nombramiento y los títulos que lo acreditaban, no pudo llegar a gobernar la isla puesto que moría antes de tomar posesión. Su resignada viuda, doña Isabel Manrique, será la que se encargue de explotar la isla, pero como la atribulada viuda no tiene dotes de mando, experiencia gerencial ni se atreve a enfrentarse a los nativos, encargará este trabajo a uno de esos hidalgos extremeños que, carentes de fortuna, vinieron a conseguirla en el Nuevo Mundo.
Juan Suárez de Figueroa será el elegido para esta delicada misión y sobre 1526, se desempeñaba como teniente de gobernador en el feudo caribeño de los Villalobos. Y cuando a finales de julio de 1528 el pirata Diego Ingenios intentaba saquear las islas de Cubagua y isla Margarita, convocó a los vecinos para preparar la defensa de sus territorios insulares. En esta ocasión puso empeño y dinero, y con  la ayuda de un destartalado bergantín que había financiado para tal empresa, presentaron batalla a los temibles piratas y los pusieron en fuga. Con esta acción defensora Suárez de Figueroa se ganaba el título de alférez y el aprecio de los isleños.    

## Gobernador extravagante
Como la gobernadora doña Isabel Manrique le tenía aprecio a Suárez de Figueroa, le nombró gobernador interino de Margarita, pero al tal Juan se le subió el cargo a la cabeza y comenzó a gobernar despótica y alocadamente. Entre otros abusos y desaciertos, tenía ocupados a una legión de indios en la construcción de varias infraestructuras de la isla y no les pagaba el salario estipulado. Su comportamiento no estaba ajustado a la gravedad que debiera guardar por su investidura. Según decía el alcalde de Cubagua, Ortiz de Matienzo, era “el juglar del pueblo, habido por loco con quien todos ríen”.
Su imprudente arbitrariedad levantó serias protestas entre los indios insulares por los abusos que cometía Suárez de Figueroa. Ante aquel cúmulo de despropósitos, doña Isabel tuvo que mediar para aquietar los ánimos. Sus excentricidades las manifestaba en todos los órdenes. Otra de sus arbitrariedades la cometió con el alguacil de Margarita, que lo metió en un cepo porque éste no se quitó el bonete y le dijo vos y no Vuesa Merced cuando se dirigió al gobernador en una ocasión. De todas formas, como nadie escapaba a sus desvaríos, los españoles que vivían en la isla, presentaron acusación ante el juez de residencia.

## ”De casta le viene al galgo”
Además de abusar de toda mujer que podía, vivía en concubinato con una de sus esclavas y cuando se cansó de ella, se amancebó con una hija de esta esclava, a la que llamaban Francisquita, una hermosa indiecita de tez canela y ojos verdes. Es posible que en las artes amatorias, Juan Suárez de Figueroa, heredara las mañas de algunos de sus antepasados extremeños.
En Puebla de Alcocer (Badajoz) y en la iglesia de Santiago, está enterrado uno de sus antepasados, el Gran Maestre de la Orden de Alcántara Gutierre de Sotomayor; este ilustre extremeño que vivió en la primera mitad del siglo XV, era dueño de grandes señoríos en toda Extremadura, pero el Gran Maestre, como era la costumbre de entonces, había hecho votos de castidad y de pobreza, y cuando muere, además de castillos e inmensas riquezas, poseía más de medio millón de hectáreas.
Pero además, si el Gran Maestre fue “austero” en la pobreza, en la castidad no lo fue menos, ya que en su “santo” testamento reconoce a 15 hijos y deja legados a 40 mancebas. Es de suponer que Suárez de Figueroa conocía las “virtudes” de su ascendiente y se conoce que deseaba imitarlo tan “santamente”

## Castigo indulgente
Como sus repetidas excentricidades y frecuentes abusos con indios y españoles eran notorios en el perímetro insular, su protectora doña Isabel Manrique se cansó de su gobernador interino y lo puso en manos de las autoridades. El juez Francisco Prado lo condenó a la privación de ejercer cargos oficiales en todo el territorio indiano y a destierro perpetuo de las islas de Cubagua y Margarita.
Pero por su condición de hidalgo, el personaje tenía sus buenas influencias, el célebre cronista Gonzalo Fernández de Oviedo actuó de procurador y defensor del alocado gobernador interino, que solamente sufriría destierro de la isla de Margarita y corto periodo de prisión en la isla de Cubagua.